# Жага золота (фільм, 1993)
«Жага золота» (фр. «La Soif De L'Or») — французький художній фільм, комедія французького режисера Жерара Урі з Крістіаном Клав'є у головній ролі.

## Сюжет
Фільм починається з цитати : "Мудрість єдиний порок за який не треба розплачуватись". Відомий підприємиць Юрбен Донадьє планує перевезти свої золоті злитки в швейцарській банк. По дорозі до бабусі він зупиняє машину, щоб купити морозиво за 500 франків, але купюра злітає в повітря і Юрбен біжить за нею, поки не наздоганяє її. Після купання в фонтані, в погоні за грошима Юрбен просить свого товариша і особистого водія Жака, щоб той завів його до бабусі і по дорозі обмінюється з ним штанами. Приїхавши до бабусі Юрбен вирушає з нею на дачу, щоб перерахувати золото, але так як в машині вичерпався бензин, їм доводиться іти пішки і тягнути машину з собою. Виявляється, що Жак і Флоретт – коханці і поки Юрбен був в бабусі, Жак встиг зателефонувати своїй коханій, і разом вони починають стежити за Юрбеном та його бабусею. Прибувши на дачу Юрбен випадково завів сигналізацію, а по прибуттю поліцейських, просить в них літр бензину і йде разом з бабусею в готель, де зустрічається з швейцарським графом. В машині він розповідає графу, що його дружина з податкової і він накопичував ці злитки, щоб перевести їх в швейцарський банк, подалі від дружини, з якою він планує розлучитись. Юрбен в поспіху їде на дачу, а граф питає його, який він обере пароль для рахунку, на що останній викрикує: "Генріх 5!". Після дачі Юрбен їде на поле для гольфу з дружиною та Жаком, де останній розповідає йому, що продав 20 акцій його дружині і що вони давно сплять разом. Після бійки, вони падають в ставок, де Юрбен зустрічає знайому дівчину на ім'я Франсуаза, з якою проводить залишений час. Юрбен з бабусею придумали хитрий план, щоб перевести злитки в Швейцарію, вони замаскували їх під гарний будиночок, звідси і розпочинаються їхні пригоди. По дорозі в Швейцарію Юрбен дозволяє переночувати у своєму будиночку групі скаутів на чолі з аббатом, через те що надворі йде сильна злива. Але наступного ранку виявляється, що один із хлопців заснув і Юрбен відвозить його до аббата, залишаючи бабусю на одинці з будиночком. Тим часом Жаку та Флоретт вдається обхитрити бабусю та захопити будиночок. Разом з бабусею, будиночок переміщують на виставку інших, схожих будиночків. Поки Жак і Флоретт думають як до нього добратись, бабуся Юрбена потихеньку починає розбивати будиночок та вводить в оману Жака з Флоретт. Тим часом Юрбен підбирає по дорозі Франсуазу та їх підвозить граф Міллер, де вони всі разом пакують злитки в машину графа. Юрбен захоплений перемогою, вирішує познущатися зі свого колишнього друга та дружини, які трощили інші будиночки в надії знайти там золото. Викинувши ключі з їх машин, Юрбен вдало махає їм рукою і їде до Швейцарії разом з іншими. По дорозі до банку, граф Міллер пропонує їм помилуватись краєвидом та просить пана Донадьє сфотографувати його разом з золотом. Коли Юрбен бере до рук фотоапарат, він дізнається, що граф Міллер самозванець і намагається його зупинити, але безрезультатно. Тепер пан Юрбен банкрут, але псевдо-граф теж далеко не поїхав, його машина розбилась і все золото зникло, і лежало до тих пір поки його не знайшли люди Третього рейху з СС.

## У ролях
- Крістіан Клав'є — Юрбен Донадьє
- Цилла Шелтон — Меме Зезетт
- Катрін Жакоб — Флоретт
- Філіпп Горсан — Жак
- Марина Дельтерм — Лоранс
- Паскаль Греггорі — Жан-Луї Огер
- Бернард Геллер — граф Мюллер

## Гасло
«Du rire plein les poches!»